# Contea di Foix

Stemma della Contea di Foix

Stemma della Contea di Foix e dell'Arcivescovato di Béarn

La contea di Foix era inizialmente un feudo indipendente della Francia meridionale.
Nacque nell'XI secolo ad opera di Bernardo Ruggero di Foix, dalla fusione della contea di Carcassonne con il feudo di Foix. Divenne in seguito una delle antiche province francesi, ed oggi il suo territorio è compreso interamente nel dipartimento dell'Ariège.

## Storia
Le contea di Foix faceva parte in epoca romana del pays dei Volci Tectosagi; si divideva in alto e basso pays di Foix, ed aveva per località principali Foix, Tarascon-sur-Ariège, Ax-les-Thermes, Pamiers, Saverdun, Lézat-sur-Lèze, Le Mas-d'Azil.
Il pays di Foix, dopo aver fatto parte dell'Impero romano, del regno dei Visigoti, del regno merovingio, del Ducato d'Aquitania, dell'Impero carolingio ed infine della contea di Carcassonne fu nell'XI secolo dapprima eretto a feudo autonomo, quindi a contea (1050) in favore di Ruggero I di Foix, figlio di Bernardo Ruggero di Foix, e nipote di Ruggero I "il vecchio".
Sebbene fossero sempre vassalli dei conti di Tolosa, i conti di Foix cercarono di aumentare la propria influenza per tutto il periodo intercorrente dall'XI al XV secolo.
Nel 1290 i conti di Foix acquisirono la viscontea di Béarn, che divenne il centro dei loro domini.
Nel 1398 Isabella di Foix, erede del titolo, la portò in dote alla casa de Grailly, in virtù del suo matrimonio con Archambaud de Grailly. Nel XIII e XIV secolo i conti di Foix furono tra i più potenti feudatari del Regno di Francia.
La contea fu eretta a contea-parìa nel 1458.
Nel 1479 Eleonora di Navarra, che aveva sposato Gastone IV di Foix, morì lasciando suo successore il nipote Francesco Febo; morto questi in giovane età, fu sua sorella Caterina, sposando Giovanni d'Albret, che fece passare a tale famiglia la contea di Foix, oltre alla corona di Navarra; da quel momento i destini dei due territori furono uniti.
Conservò il suo stato di provincia sino alla Rivoluzione, quando si estendeva per 2.466 km²; nel 1790 fu unita al Couserans per formare il dipartimento dell'Ariège.
Nel 1999 nel territorio corrispondente all'antica contea vivevano 76.809 abitanti, l'agglomerato urbano più importante era Pamiers, seguito da Foix.